# Богалетч Гебре
Богалетч «Боге» (вимовляється Бо-гей) Гебра (1950-ті — 2 листопада 2019, Лос-Анджелес) — ефіопська вчена й активістка. У 2010 році «Індепендент» схарактеризувала її як «жінку, яка розпочала повстання ефіопських жінок».

## Життєпис
Разом зі своєю сестрою Фікірте Гебре Богалетч заснувала в Ефіопії організацію KMG, яка раніше мала назву Kembatti Mentti Gezzima-Tope (Жінки, що стоять разом). Її благодійна діяльність спрямована на надання допомоги жінкам у багатьох сферах, включаючи запобігання операцій на жіночих статевих органах і викрадення наречених, практику викрадення і зґвалтування молодих жінок з метою змусити їх вступити в шлюб. За даними Національного комітету з традиційної практики Ефіопії, за такою традицією починаються близько 69 % шлюбів в країні станом на 2003 рік.
«Індепендент» повідомляє, що організація знизила частоту викрадень наречених в Кембатті більш ніж на 90 %, водночас «Економіст» відзначає, що їй також приписують скорочення операцій з обрізання жіночих статевих органах зі 100 % до 3 %.

## Громадська діяльність
Бувшии жертвою операції з обрізання жіночих статевих органів у віці 12 років, батько заборонив Гебре навчається в загальноосвітній школі. Але вона втекла зі свого будинку, щоб відвідувати місіонерську школу. У результаті цього вона вивчала мікробіологію в Єрусалимі, перш ніж вступити до Массачусетського університету в Емгерсті на стипендію Фулбрайта. Перебуваючи в Сполучених Штатах Америки, вона створила свою першу благодійну організацію «Розвиток через освіту» (Development through Education), завдяки якій учні ефіопських середніх шкіл і університетів отримали підручники і книги на суму 26 000 доларів.
Здобувши докторський ступінь в галузі епідеміології, Богалетч Гебре повернулася до Ефіопії, щоб підсилити кампанію із захисту прав жінок у 1990-х роках. Після першого публічного виступу із забороненої до цього часу теми ВІЛ / СНІДу Гебре зрозуміла, що їй необхідно завоювати довіру спільноти, перш ніж вона зможе домогтися змін. Тому вирішила виправити проблеми, на які їй вказали, надавши необхідні матеріали для будівництва мосту, який дозволить дітям регіону дістатися до найближчої школи, а торговцям — до місцевого ринку. Після того як міст було побудовано, вона із сестрою створили організацію KGM Ефіопія. Потім були відкриті громадські приймальні для отримання консультацій мешканцями і, перш за все, жінкам для вирішення проблем захисту прав жінок практично у всіх селах.

## Нагороди
У 2005 році Богалетчі Гебре надано премію Jonathan Mann Award 2005, а у 2007 році — премію Джонатана Манна за глобальний внесок в охорону здоров'я та захист прав людини. За її внесок у розвиток Африки Богалетч отримала Міжнародну премію розвитку короля Бодуена у травні 2013 року.